# Gaston Arel
Gaston Arel (* 10. September 1928 in Trois-Rivières/Québec; † 28. Dezember 2021 in Montreal) war ein kanadischer Organist und Musikpädagoge.

## Leben
Arel hatte ab dem fünften Lebensjahr Klavierunterricht bei Cécile Dufault (Sœur Saint-Gaston). Sein nächster Lehrer war Conrad Letendre, bei dem er von 1941 bis 1947 Klavier- und von 1945 bis 1954 Orgelunterricht hatte. Im Alter von siebzehn Jahren erhielt er die Organistenstelle an der Kathedrale von Saint-Hyacinthe, die er bis 1953 innehatte. Sein Klavierstudium setzte er 1947/48 am Konservatorium von Montreal und zwischen 1947 und 1951 privat bei Arthur Letondal fort. Als Stipendiat der Provinzregierung von Québec nahm er 1953/54 in Paris Orgelunterricht bei André Marchal. Nach seiner Rückkehr nach Montreal wurde er Organist an der Kirche Immaculée-Conception (bis 1975). 1955 heiratete er die Organistin Lucienne L’Heureux. Gemeinsam vervollkommneten beide ihre Ausbildung 1960 und erneut 1964 in Hamburg bei Charles Letestu.
Von 1946 bis 1949 war Arel Präsident der Compagnons de l'art von Saint-Hyacinthe, von 1949 bis 1950 der erste nationale Präsident der Jeunesses Musicales und dreimal (1974–80, 1981–84 und ab 1987) Präsident der Académie de musique du Québec. Als Lehrer wirkte er von 1951 bis 1964 am Séminaire de Saint-Hyacinthe, von 1964 bis 1969 und 1976–77 am Conservatoire de Trois-Rivières, von 1973 bis 1979 am Orford Art Centre und ab 1964 am Konservatorium von Montreal. Unter anderem war die Organistin und Komponistin Rachel Laurin seine Schülerin.
Im Jahr 1984 wurde Arel Organist der Abtei Notre-Dame-du-Lac in Oka, wo er bis 2009 wirkte. Danach war er bis 2014 Organist der Abtei Val-Notre-Dame in Saint-Jean-de-Matha. Seit den 1950er Jahren gab er auch Recitals in den Hörfunkprogrammen der CBC (Organ Works of Bach, Organists in Recital) und trat als Gast beiden Amis de l'orgue de Québec, Ars Organi (deren Gründungsmitglied er war), den Concerts spirituels und der Pro Organo Society auf. Als Begleiter arbeitete er mit Léopold Simoneau, Pierrette Alarie und Maureen Forrester und anderen Sängern und Instrumentalisten zusammen.

## Diskographie
- Couperin: Messe à l’usage des paroisses, 1981
- Daveluy: Concerto in E mit dem CBC Montreal Orchestra unter Leitung des Komponisten, 1981
- Matton: Suite de Pâques, Tu es Petrus, 1987
- Prévost: Variations en passacaille, 1987
- Vierne: Symphony No. 2 for organ, 1987